# Beaulieu (Haute-Loire)
Pour les articles homonymes, voir Beaulieu.
Beaulieu est une commune française située au cœur de l'Emblavez, dans le département de la Haute-Loire, en région Auvergne-Rhône-Alpes.

## Géographie

### Localisation
La commune de Beaulieu se trouve dans le département de la Haute-Loire, en région Auvergne-Rhône-Alpes.
Elle se situe à 17 km par la route du Puy-en-Velay, préfecture du département, et à 20 km de Saint-Julien-Chapteuil, bureau centralisateur du canton d'Emblavez-et-Meygal dont dépend la commune depuis 2015 pour les élections départementales.
Les communes les plus proches sont : 
Lavoûte-sur-Loire (3,0 km), Saint-Vincent (3,1 km), Rosières (3,7 km), Malrevers (3,8 km), Chaspinhac (4,7 km), Vorey (7,0 km), Mézères (7,0 km), Le Monteil (7,3 km).
| Vorey             | Chamalières-sur-Loire |          |
| Saint-Vincent     | Beaulieu              | Rosières |
| Lavoûte-sur-Loire | Malrevers             |          |

### Climat
Pour des articles plus généraux, voir Climat d'Auvergne-Rhône-Alpes et Climat de la Haute-Loire.
En 2010, le climat de la commune est de type climat océanique altéré, selon une étude du Centre national de la recherche scientifique s'appuyant sur une série de données couvrant la période 1971-2000. En 2020, Météo-France publie une typologie des climats de la France métropolitaine dans laquelle la commune est exposée à un climat de montagne ou de marges de montagne et est dans la région climatique Sud-est du Massif Central, caractérisée par une pluviométrie annuelle de 1 000 à 1 500 mm, minimale en été, maximale en automne.
Pour la période 1971-2000, la température annuelle moyenne est de 10 °C, avec une amplitude thermique annuelle de 16,5 °C. Le cumul annuel moyen de précipitations est de 692 mm, avec 7,6 jours de précipitations en janvier et 6,3 jours en juillet. Pour la période 1991-2020, la température moyenne annuelle observée sur la station météorologique de Météo-France la plus proche, « Le Puy-Chadrac », sur la commune de Chadrac à 8 km à vol d'oiseau, est de 10,4 °C et le cumul annuel moyen de précipitations est de 632,0 mm,. Pour l'avenir, les paramètres climatiques de la commune estimés pour 2050 selon différents scénarios d'émission de gaz à effet de serre sont consultables sur un site dédié publié par Météo-France en novembre 2022.

## Urbanisme

### Typologie
Au 1er janvier 2024, Beaulieu est catégorisée commune rurale à habitat dispersé, selon la nouvelle grille communale de densité à sept niveaux définie par l'Insee en 2022.
Elle est située hors unité urbaine. Par ailleurs la commune fait partie de l'aire d'attraction du Puy-en-Velay, dont elle est une commune de la couronne,. Cette aire, qui regroupe 59 communes, est catégorisée dans les aires de 50 000 à moins de 200 000 habitants,.

### Occupation des sols
L'occupation des sols de la commune, telle qu'elle ressort de la base de données européenne d’occupation biophysique des sols Corine Land Cover (CLC), est marquée par l'importance des territoires agricoles (74,9 % en 2018), une proportion sensiblement équivalente à celle de 1990 (75,3 %). La répartition détaillée en 2018 est la suivante : 
prairies (48,8 %), zones agricoles hétérogènes (26,1 %), forêts (22,6 %), zones urbanisées (1,7 %), eaux continentales (0,8 %). L'évolution de l’occupation des sols de la commune et de ses infrastructures peut être observée sur les différentes représentations cartographiques du territoire : la carte de Cassini (XVIIIe siècle), la carte d'état-major (1820-1866) et les cartes ou photos aériennes de l'IGN pour la période actuelle (1950 à aujourd'hui).

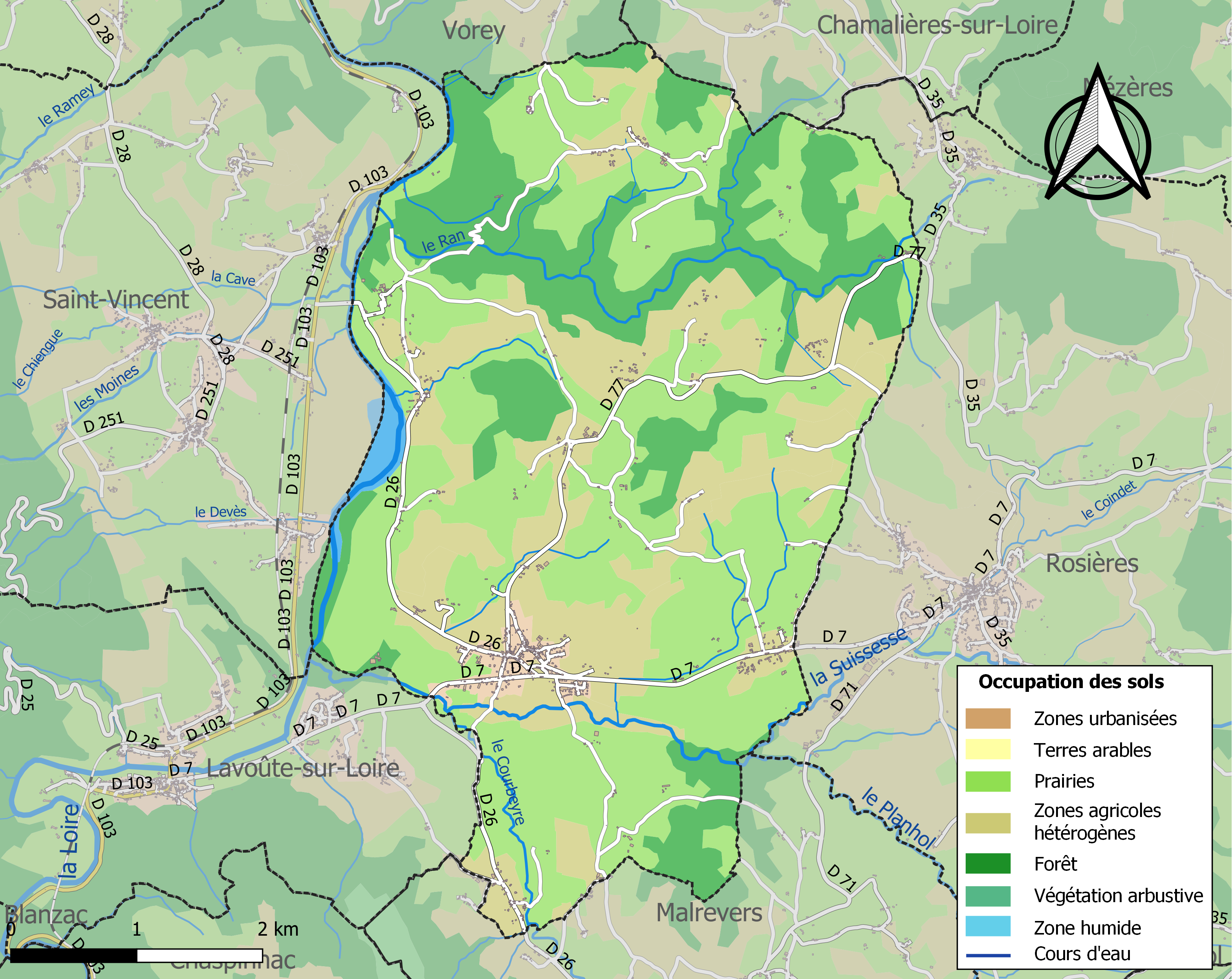
Carte des infrastructures et de l'occupation des sols de la commune en 2018 (CLC).
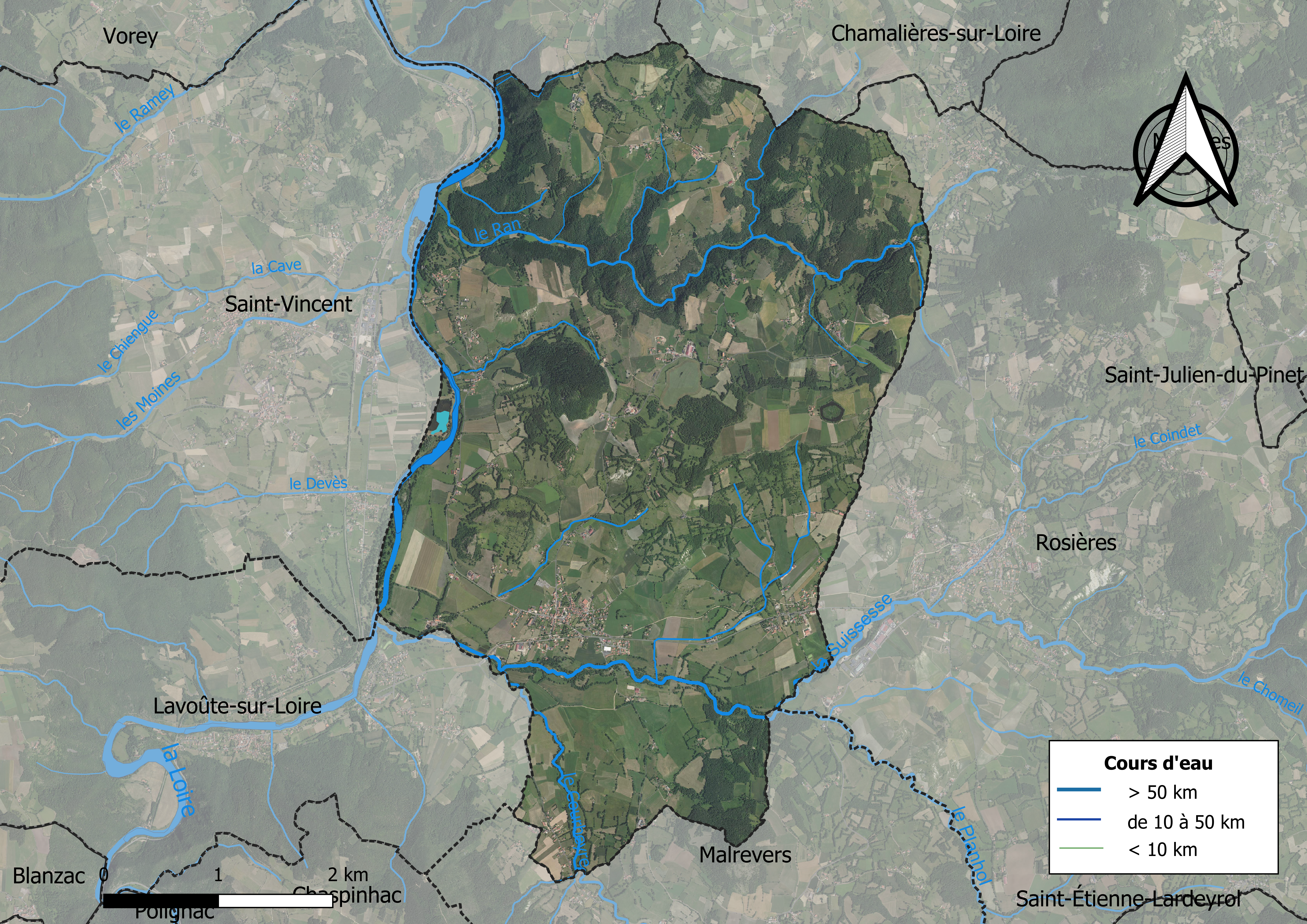
Carte orthophotographique de la commune.

### Habitat et logement
En 2018, le nombre total de logements dans la commune était de 596, alors qu'il était de 531 en 2013 et de 486 en 2008.
Parmi ces logements, 73,7 % étaient des résidences principales, 14,4 % des résidences secondaires et 11,9 % des logements vacants. Ces logements étaient pour 89,3 % d'entre eux des maisons individuelles et pour 10,6 % des appartements.
Le tableau ci-dessous présente la typologie des logements à Beaulieu en 2018 en comparaison avec celle de la Haute-Loire et de la France entière. Une caractéristique marquante du parc de logements est ainsi une proportion de résidences secondaires et logements occasionnels (14,4 %) inférieure à celle du département (16,1 %) mais supérieure à celle de la France entière (9,7 %). Concernant le statut d'occupation de ces logements, 74,7 % des habitants de la commune sont propriétaires de leur logement (71 % en 2013), contre 70 % pour la Haute-Loire et 57,5 pour la France entière.
| Typologie                                               | Beaulieu | Haute-Loire | France entière |
| ------------------------------------------------------- | -------- | ----------- | -------------- |
| Résidences principales (en %)                           | 73,7     | 71,5        | 82,1           |
| Résidences secondaires et logements occasionnels (en %) | 14,4     | 16,1        | 9,7            |
| Logements vacants (en %)                                | 11,9     | 12,4        | 8,2            |

## Toponymie
Beaulieu vient du latin bellus locus, « lieu beau », endroit agréable à habiter.
De nombreuses communes portent ce nom unique. Pour éviter les confusions, on indique le département entre parenthèses: ce sont Beaulieu (Haute-Loire), Beaulieu (Cantal), Beaulieu (Côte-d'Or), Beaulieu (Hérault), Beaulieu (Ardèche), Beaulieu (Isère), Beaulieu (Indre), Beaulieu (Nièvre), Beaulieu (Orne), Beaulieu (Puy-de-Dôme). Certaines communes ont adjoint, pour se différencier, un mot indiquant leur situation : Beaulieu-sur-Dordogne, Beaulieu-sur-Mer, Beaulieu-sur-Loire, Beaulieu-sur-Layon, Beaulieu-sous-la-Roche, Beaulieu-les-Fontaines, Beaulieu-sur-Sonnette, Beaulieu-sur-Oudon, Beaulieu-en-Argonne, Beaulieu-lès-Loches, Beaulieu-sous-Parthenay.
Le gentilé des habitants de Beaulieu est très varié : Beaulieusard, Beaulieurois, Bellilocien, Bellieurain, Bellilocois, Belliloquois, Belliloqueteux, Belliquière, Berlugan, Beloudonien.

## Histoire
Antiquité
Une borne romaine (fragment aujourd'hui perdu) a été trouvée sur la commune, attestant du passage d'une voie romaine secondaire entre Saint-Paulien et La Voûte-sur-Loire.
Moyen-Âge
Le château de Recours est attesté en 1273. En 1527, les habitants de Recours s'engagent à le surveiller. Le 13 juillet 1557, le seigneur de Polignac donne Recours à son fils.

## Politique et administration

### Découpage territorial
La commune de Beaulieu est membre de la communauté d'agglomération du Puy-en-Velay, un établissement public de coopération intercommunale (EPCI) à fiscalité propre créé le 26 décembre 2016 dont le siège est à Le Puy-en-Velay. Ce dernier est par ailleurs membre d'autres groupements intercommunaux.
Sur le plan administratif, elle est rattachée à l'arrondissement du Puy-en-Velay, au département de la Haute-Loire, en tant que circonscription administrative de l'État, et à la région Auvergne-Rhône-Alpes.
Sur le plan électoral, elle dépend du canton d'Emblavez-et-Meygal pour l'élection des conseillers départementaux, depuis le redécoupage cantonal de 2014 entré en vigueur en 2015, et de la première circonscription de la Haute-Loire   pour les élections législatives, depuis le redécoupage électoral de 1986.

### Élections municipales et communautaires

#### Élections de 2020
Le conseil municipal de Beaulieu, commune de plus de 1 000 habitants, est élu au scrutin proportionnel de liste à deux tours (sans aucune modification possible de la liste), pour un mandat de six ans renouvelable. Compte tenu de la population communale, le nombre de sièges à pourvoir lors des élections municipales de 2020 est de 15. Les quinze conseillers municipaux sont élus au premier tour avec un taux de participation de 51,33 %, issus de la seule liste candidate, conduite par Yves Colomb. Yves Colomb, maire sortant, est réélu pour un nouveau mandat le 26 mai 2020.
Le  siège attribué à la commune au sein du conseil communautaire de la communauté d'agglomération du Puy-en-Velay est alloué également à la liste d'Yves Colomb.

#### Liste des maires
| Période                                  | Période                    | Identité       | Étiquette      | Qualité |
| ---------------------------------------- | -------------------------- | -------------- | -------------- | ------- |
| Les données manquantes sont à compléter. |                            |                |                |         |
| mars 1983                                | mars 2001                  | Pierre Lareyre | Sans étiquette |         |
| mars 2001                                | avril 2014                 | René Mourier   | DVD            |         |
| avril 2014                               | En cours (au 26 août 2014) | Yves Colomb    |                |         |

## Population et société

### Démographie

#### Évolution démographique
L'évolution du nombre d'habitants est connue à travers les recensements de la population effectués dans la commune depuis 1793. Pour les communes de moins de 10 000 habitants, une enquête de recensement portant sur toute la population est réalisée tous les cinq ans, les populations de référence des années intermédiaires étant quant à elles estimées par interpolation ou extrapolation. Pour la commune, le premier recensement exhaustif entrant dans le cadre du nouveau dispositif a été réalisé en 2008.

En 2022, la commune comptait 1 071 habitants, en évolution de +4,69 % par rapport à 2016 (Haute-Loire : +0,36 %, France hors Mayotte : +2,11 %).
| 1793 | 1800 | 1806 | 1821 | 1831  | 1836  | 1841  | 1846  | 1851  |
| ---- | ---- | ---- | ---- | ----- | ----- | ----- | ----- | ----- |
| 955  | 871  | 933  | 924  | 1 080 | 1 078 | 1 142 | 1 222 | 1 221 |

| 1856  | 1861  | 1866  | 1872  | 1876  | 1881  | 1886  | 1891  | 1896  |
| ----- | ----- | ----- | ----- | ----- | ----- | ----- | ----- | ----- |
| 1 192 | 1 333 | 1 353 | 1 354 | 1 396 | 1 397 | 1 410 | 1 484 | 1 516 |

| 1901  | 1906  | 1911  | 1921  | 1926  | 1931 | 1936 | 1946 | 1954 |
| ----- | ----- | ----- | ----- | ----- | ---- | ---- | ---- | ---- |
| 2 147 | 1 375 | 1 278 | 1 123 | 1 039 | 919  | 928  | 858  | 730  |

| 1962 | 1968 | 1975 | 1982 | 1990 | 1999 | 2006 | 2008 | 2013 |
| ---- | ---- | ---- | ---- | ---- | ---- | ---- | ---- | ---- |
| 635  | 570  | 663  | 739  | 836  | 845  | 896  | 911  | 998  |

| 2018  | 2022  | - | - | - | - | - | - | - |
| ----- | ----- | - | - | - | - | - | - | - |
| 1 034 | 1 071 | - | - | - | - | - | - | - |

#### Pyramide des âges
La population de la commune est relativement âgée.
En 2018, le taux de personnes d'un âge inférieur à 30 ans s'élève à 28 %, soit en dessous de la moyenne départementale (31 %). À l'inverse, le taux de personnes d'âge supérieur à 60 ans est de 35,1 % la même année, alors qu'il est de 31,1 % au niveau départemental.
En 2018, la commune comptait 501 hommes pour 533 femmes, soit un taux de 51,55 % de femmes, légèrement supérieur au taux départemental (50,87 %).
Les pyramides des âges de la commune et du département s'établissent comme suit.
| Hommes | Classe d’âge | Femmes |
| ------ | ------------ | ------ |
| 1,2    | 90 ou +      | 3,9    |
| 9,6    | 75-89 ans    | 12,6   |
| 21,8   | 60-74 ans    | 21,0   |
| 20,4   | 45-59 ans    | 18,9   |
| 18,8   | 30-44 ans    | 15,9   |
| 11,2   | 15-29 ans    | 9,2    |
| 17,2   | 0-14 ans     | 18,4   |

| Hommes | Classe d’âge | Femmes |
| ------ | ------------ | ------ |
| 0,9    | 90 ou +      | 2,5    |
| 8,4    | 75-89 ans    | 11,7   |
| 20,4   | 60-74 ans    | 20,5   |
| 21,3   | 45-59 ans    | 20,3   |
| 16,8   | 30-44 ans    | 16,3   |
| 15,2   | 15-29 ans    | 13,2   |
| 17     | 0-14 ans     | 15,6   |

## Économie

### Revenus
En 2018, la commune compte 442 ménages fiscaux, regroupant 1 005 personnes. La médiane du revenu disponible par unité de consommation est de 20 980 € (20 800 € dans le département).

### Emploi
| Division       | 2008  | 2013  | 2018  |
| -------------- | ----- | ----- | ----- |
| Commune        | 4,5 % | 7,6 % | 6,9 % |
| Département    | 6,3 % | 7,7 % | 7,7 % |
| France entière | 8,3 % | 10 %  | 10 %  |

En 2018, la population âgée de 15 à 64 ans s'élève à 565 personnes, parmi lesquelles on compte 78,6 % d'actifs (71,7 % ayant un emploi et 6,9 % de chômeurs) et 21,4 % d'inactifs,. Depuis 2008, le taux de chômage communal (au sens du recensement) des 15-64 ans est inférieur à celui de la France et du département.
La commune fait partie de la couronne de l'aire d'attraction du Puy-en-Velay, du fait qu'au moins 15 % des actifs travaillent dans le pôle,. Elle compte 183 emplois en 2018, contre 184 en 2013 et 169 en 2008. Le nombre d'actifs ayant un emploi résidant dans la commune est de 412, soit un indicateur de concentration d'emploi de 44,4 % et un taux d'activité parmi les 15 ans ou plus de 53,1 %.
Sur ces 412 actifs de 15 ans ou plus ayant un emploi, 88 travaillent dans la commune, soit 21 % des habitants. Pour se rendre au travail, 89,6 % des habitants utilisent un véhicule personnel ou de fonction à quatre roues, 1,5 % les transports en commun, 4,8 % s'y rendent en deux-roues, à vélo ou à pied et 4,1 % n'ont pas besoin de transport (travail au domicile).

### Activités hors agriculture
55 établissements sont implantés  à Beaulieu au 31 décembre 2019. Le tableau ci-dessous en détaille le nombre par secteur d'activité et compare les ratios avec ceux du département,.
| Secteur d'activité                                                                                        | Commune | Commune | Département |
| Secteur d'activité                                                                                        | Nombre  | %       | %           |
| --- | ------- | ------- | ----------- |
| Ensemble                                                                                                  | 55      |         |             |
| Industrie manufacturière, industries extractives et autres                                                | 6       | 10,9 %  | (14,2 %)    |
| Construction                                                                                              | 13      | 23,6 %  | (13,9 %)    |
| Commerce de gros et de détail, transports, hébergement et restauration                                    | 8       | 14,5 %  | (28,8 %)    |
| Activités financières et d'assurance                                                                      | 3       | 5,5 %   | (4,4 %)     |
| Activités immobilières                                                                                    | 1       | 1,8 %   | (3,9 %)     |
| Activités spécialisées, scientifiques et techniques et activités de services administratifs et de soutien | 7       | 12,7 %  | (11,6 %)    |
| Administration publique, enseignement, santé humaine et action sociale                                    | 12      | 21,8 %  | (13,3 %)    |
| Autres activités de services                                                                              | 5       | 9,1 %   | (8 %)       |

Le secteur de la construction est prépondérant sur la commune puisqu'il représente 23,6 % du nombre total d'établissements de la commune (13 sur les 55 entreprises implantées  à Beaulieu), contre 13,9 % au niveau départemental.

### Agriculture
La commune fait partie de la petite région agricole dénommée « Bassin du Puy ». En 2010, l'orientation technico-économique de l'agriculture  sur la commune est la production de bovins, orientation élevage et viande.
|                                   | 1988  | 2000 | 2010 |
| --------------------------------- | ----- | ---- | ---- |
| Exploitations                     | 43    | 31   | 26   |
| Superficie agricole utilisée (ha) | 1 498 | 1502 | 1501 |

Le nombre d'exploitations agricoles en activité et ayant leur siège dans la commune est passé de 43 en 1988 à 31 en 2000 puis à 26 en 2010, soit une baisse de 40 % en 22 ans. Le même mouvement est observé à l'échelle du département qui a perdu pendant cette période 43 % de ses exploitations. La surface agricole utilisée sur la commune a quant à elle augmenté, passant de 1 498 ha en 1988 à 1 501 ha en 2010. Parallèlement la surface agricole utilisée moyenne par exploitation a augmenté, passant de 35 à 58 ha.

## Culture locale et patrimoine

### Lieux et monuments
- Église Notre-Dame-de-l'Assomption, classée au titre des monuments historiques par arrêté du 4 mai 1910[32].
- Du château de Recours il ne reste que la base d'une tour (visitable).
- Château d'Adiac, inscrit partiellement au titre des monuments historiques par arrêté du 10 juin 1975[33].
- Pont de Margeaix pour le franchissement de la Loire par le C.D. 26.

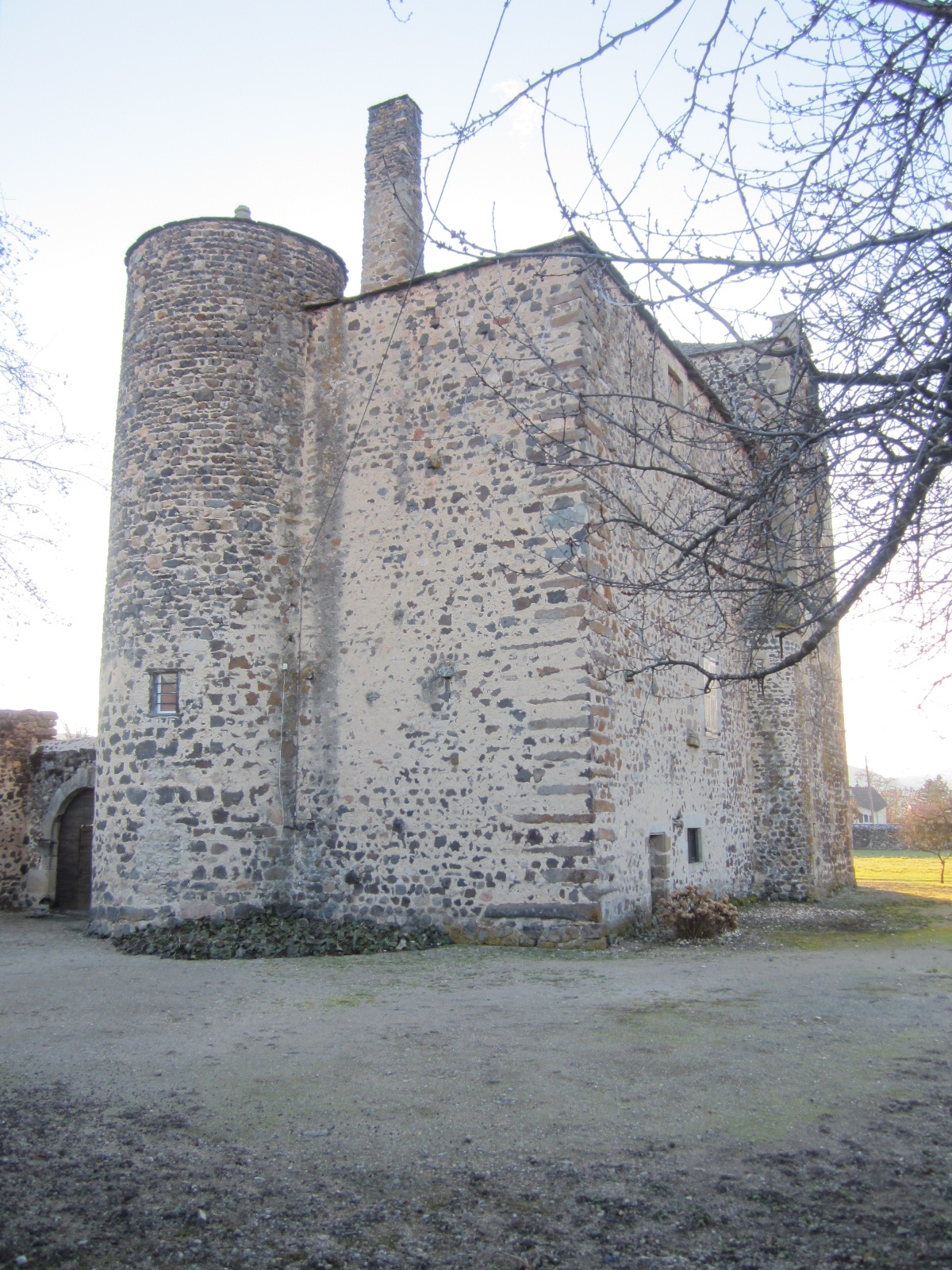
Le château d'Adiac.
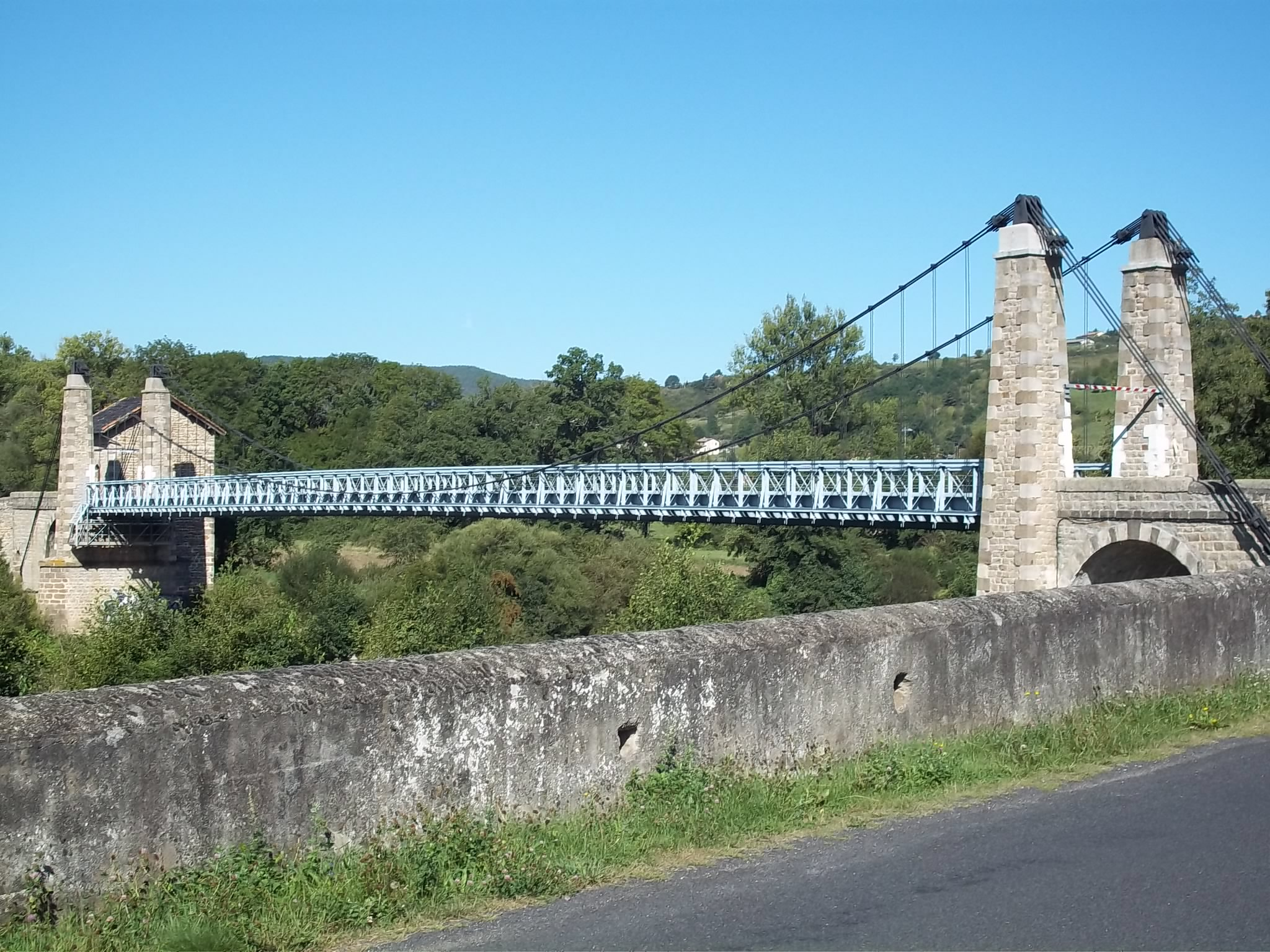
Le pont suspendu de Margeaix.

### Personnalités liées à la commune
- Laurence Brize (tir sportif).